# 馬西 (亞利桑那州)
馬西（英語：Matthie）是位於美國亞利桑那州馬里科帕縣的一個非建制地區。該地的面積和人口皆未知。

## 地理
馬西的座標為33°59′40″N 112°48′33″W / 33.99444°N 112.80917°W，而該地的平均海拔高度為710米（即2320英尺）。